# Watanabeopetalia usignata
Watanabeopetalia usignata – gatunek ważki z rodziny Chlorogomphidae.